# Ralf Eggert
Ralf Eggert (Hamburgo, 25 de diciembre de 1971) es un deportista alemán que compitió en triatlón y duatlón.
Ganó dos medallas de bronce en el Campeonato Mundial de Triatlón, en los años 1994 y 1995, y dos medallas en el Campeonato Europeo de Triatlón, plata en 1994 y bronce en 1996. Además, obtuvo una medalla de plata en el Campeonato Europeo de Duatlón de 1993.

## Palmarés internacional
| Campeonato Mundial | Campeonato Mundial         | Campeonato Mundial | Campeonato Mundial |
| Año                | Lugar                      | Medalla            | Prueba             |
| ------------------ | -------------------------- | ------------------ | ------------------ |
| 1994               | Wellington (Nueva Zelanda) | Medalla de bronce  | Individual         |
| 1995               | Cancún (México)            | Medalla de bronce  | Individual         |
| Campeonato Europeo |                            |                    |                    |
| Año                | Lugar                      | Medalla            | Prueba             |
| 1994               | Eichstätt (Alemania)       | Medalla de plata   | Individual         |
| 1996               | Szombathely (Hungría)      | Medalla de bronce  | Individual         |

| Campeonato Europeo | Campeonato Europeo      | Campeonato Europeo | Campeonato Europeo |
| Año                | Lugar                   | Medalla            | Prueba             |
| ------------------ | ----------------------- | ------------------ | ------------------ |
| 1993               | Königslutter (Alemania) | Medalla de plata   | Individual         |